# Polymorphus acutis
Polymorphus acutis es una especie de acantocéfalo del género Polymorphus, familia Polymorphidae. Fue descrita por Van Cleave y Starrett en 1940. Se encuentra en Europa, Asia del Norte y América del Norte.